# Theo de Raadt
Theo de Raadt (ur. 19 maja 1968 w Pretorii) – programista, obecnie mieszkający w Calgary, Alberta, w Kanadzie. Jest założycielem i przewodniczącym projektów OpenBSD i OpenSSH. Wcześniej był jednym ze współzałożycieli projektu NetBSD.
Ukończył studia na Uniwersytecie Calgary.
De Raadt dostał w 2004 roku nagrodę FSF: Award for the Advancement of Free Software.

## Kampania na rzecz wolnych sterowników
De Raadt jest również dobrze znany ze swojej kampanii promującej sterowniki na wolnej licencji. Przez długi okres krytykował deweloperów Linuksa i innych otwartych systemów za ich tolerancję dla sterowników objętych ograniczeniami licencji.
W szczególności de Raadt pracował nad namawianiem producentów sprzętu bezprzewodowego, żeby pozwolili dowolnie rozprzestrzeniać firmware ich produktów. Jego wysiłki kończyły się w większości sukcesem, szczególnie wśród producentów z Tajwanu, co doprowadziło do powstania wielu nowych sterowników kart bezprzewodowych. Obecnie Theo namawia użytkowników sprzętu bezprzewodowego do zakupu produktów tajwańskich, ponieważ producenci z Ameryki, jak na przykład Intel, odmówili wolnej dystrybucji swojego firmware.